# Dmitriyevka (Chuy)
Dmitrievka (tiếng Kyrgyz: Дмитриевка) là một ngôi làng ở Kyrgyzstan thuộc Issyk-Ata thuộc Chuy. Đây là trung tâm của huyện Jayak Ayil.
Làng nằm ở độ cao 735 mét trên mực nước biển. Khách sạn nằm gần đường Bishkek-Karakol — Kant, cách trung tâm Kant 7,5 km, cách làng Kant 17 km, khoảng 36 km từ Tokmak và 45,5 km từ Bishkek.
Dân số theo điều tra dân số năm 2009 là 3.081 người.
Mã bưu điện với Dmitrievka - 725005.

## Tham khảɒ
1. ↑  Чүй облусу:Энциклопедия [Bách khoa tỉnh Chuy] (bằng tiếng Kyrgyz và Nga). Bishkek: Chief Editorial Board of Kyrgyz Encyclopedia. 1994. tr. 718. ISBN 5-89750-083-5.{{Chú thích sách}}:  Quản lý CS1: ngôn ngữ không rõ (liên kết)